# Lista över fornlämningar i Sorsele kommun
Lista över fornlämningar i Sorsele kommun är en förteckning av ett urval av de fornlämningar som finns i Sorsele kommun.

## Sorsele
| Namn          | Lämningstyp  | Tillkomsttid | Historisk indelning | Plats | Läge                 | ID-nr          | Bild                                 |
| ------------- | ------------ | ------------ | ------------------- | ----- | -------------------- | -------------- | ------------------------------------ |
| Sorsele 674:1 | Stensättning |              | Sorsele, Lappland   |       | 65.965798, 16.087677 | 10015106740001 | Ladda upp en bild av detta fornminne |